# Zape

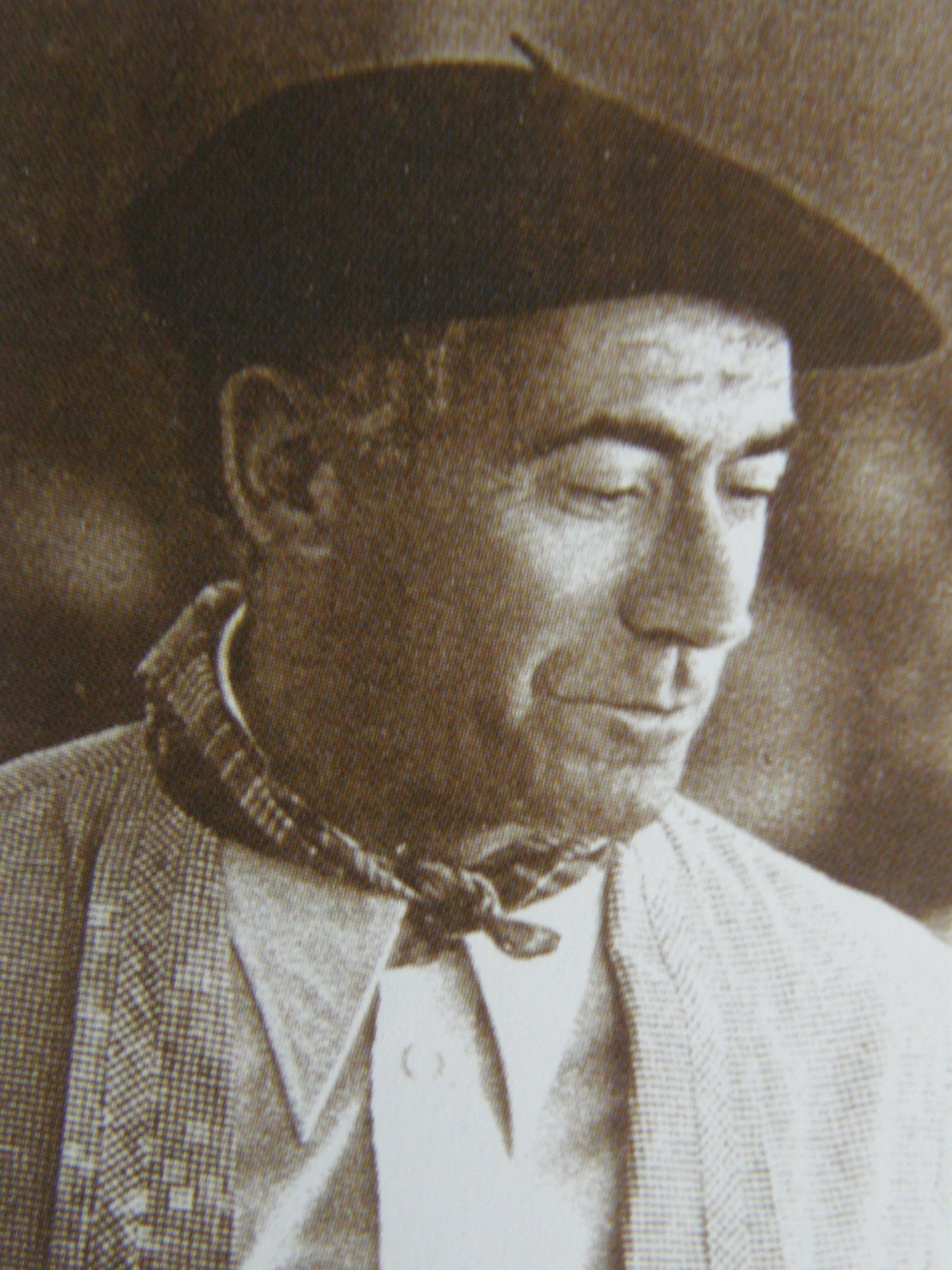
Ramón Jiménez Martínez

Ramón Jiménez Martínez, “Zape” (Vitoria 23 de agosto de 1924 – Vitoria 28 de octubre de 2018) fue un popular personaje de mediados del siglo XX que protagonizó innumerables actuaciones en su triple faceta de humorista: payaso, caricato y casero vasco. 

## Biografía
En Echalar (Pirineo navarro) entró en contacto con la realidad rural vasca, circunstancia que aprovechó para la creación de su célebre personaje el casero vasco “Ramontxu”.
Formó parte del elenco de actores de la Casa Social Católica de Vitoria. Empezó a actuar como “augusto” (payaso tonto) con Jesús Ugarte Barrio (payaso listo). Con el nombre artístico de “Zape” siguió prodigándose en solitario en escenarios y emisoras de radio, acudiendo a todo tipo de festejos benéficos celebrados en hospitales, residencias de ancianos, sanatorios y establecimientos penitenciarios.
En la década de 1950 participó en festivales para artistas noveles retransmitidos por Radio Vitoria.
En 1958 obtuvo el primer premio en su condición de humorista en un concurso celebrado en Éibar. A raíz de este premio fue contratado para la caravana publicitaria de la Vuelta Ciclista a España, experiencia que repitió en 1960.
Su participación en la Vuelta Ciclista a España como humorista le llevó a actuar en el Arco de Triunfo de Barcelona, en el Palacio de los Deportes de Madrid y en multitud de localidades españolas. Para 1961, con 37 años, ya había superado el millar de actuaciones. A lo largo de su carrera compartió escenario con artistas de la época como el Dúo Dinámico, Los Iruñako, Los Chimberos, Los Bocheros, La Chunga o Carlos Acuña.
Las nuevas formas de ocio y la irrupción de la televisión hicieron que Zape fuera abandonando la escena pública, sin dejar por ello de ser un personaje querido y popular en su Vitoria natal. Ramón Jiménez Martínez se casó en 1953 con Manolita Fraile Bermejo, con la que tuvo dos hijos: “Jimmy” y Ramón Jiménez Fraile.

Era hermano de Joaquín Jiménez Martínez, etnólogo y folklorista alavés autor de numerosos libros, Medalla de Oro de la Ciudad de Vitoria en 2005.

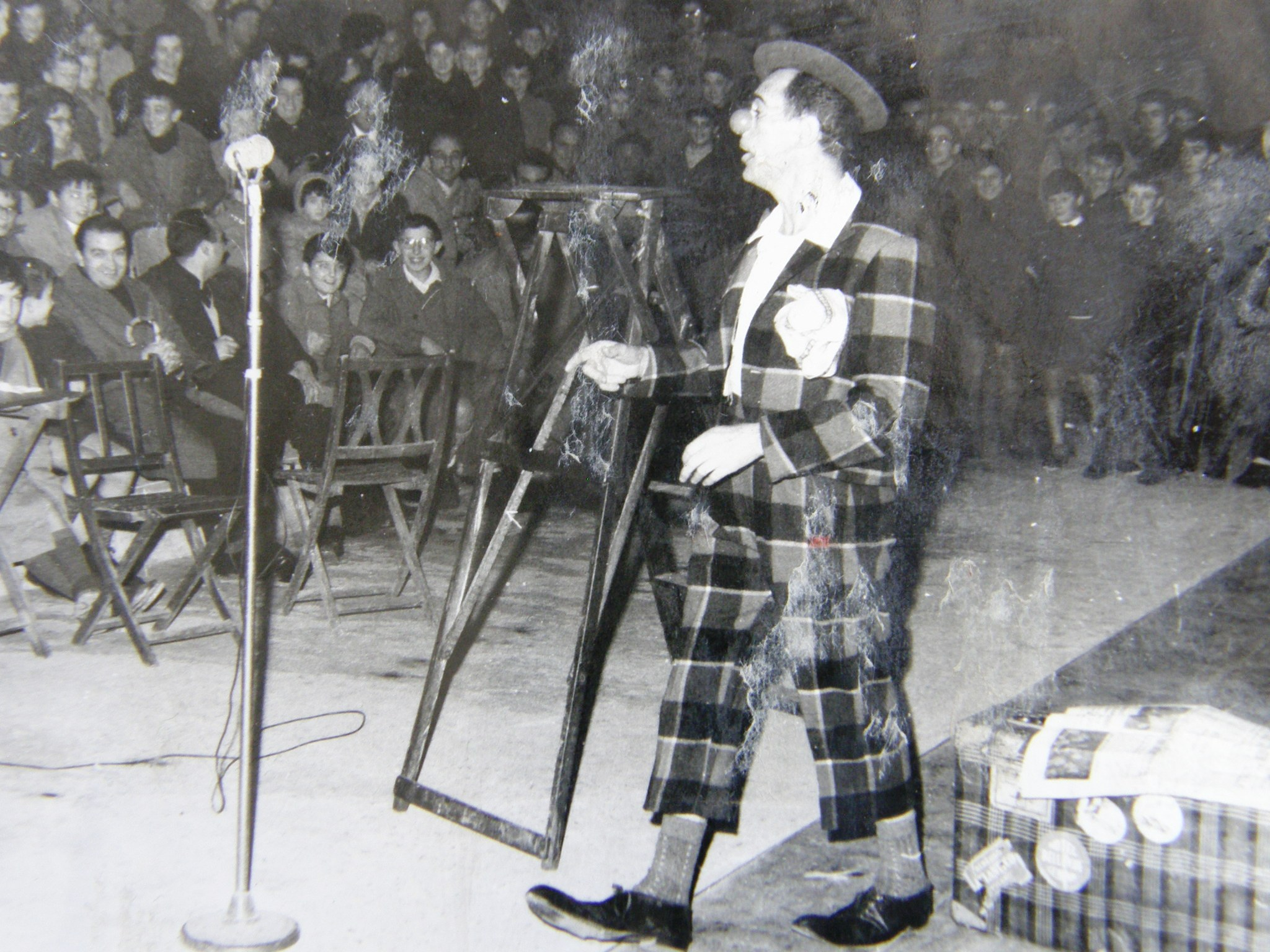
Ramón Jiménez Martínez interpretando a “Zape”

## Premios y reconocimientos

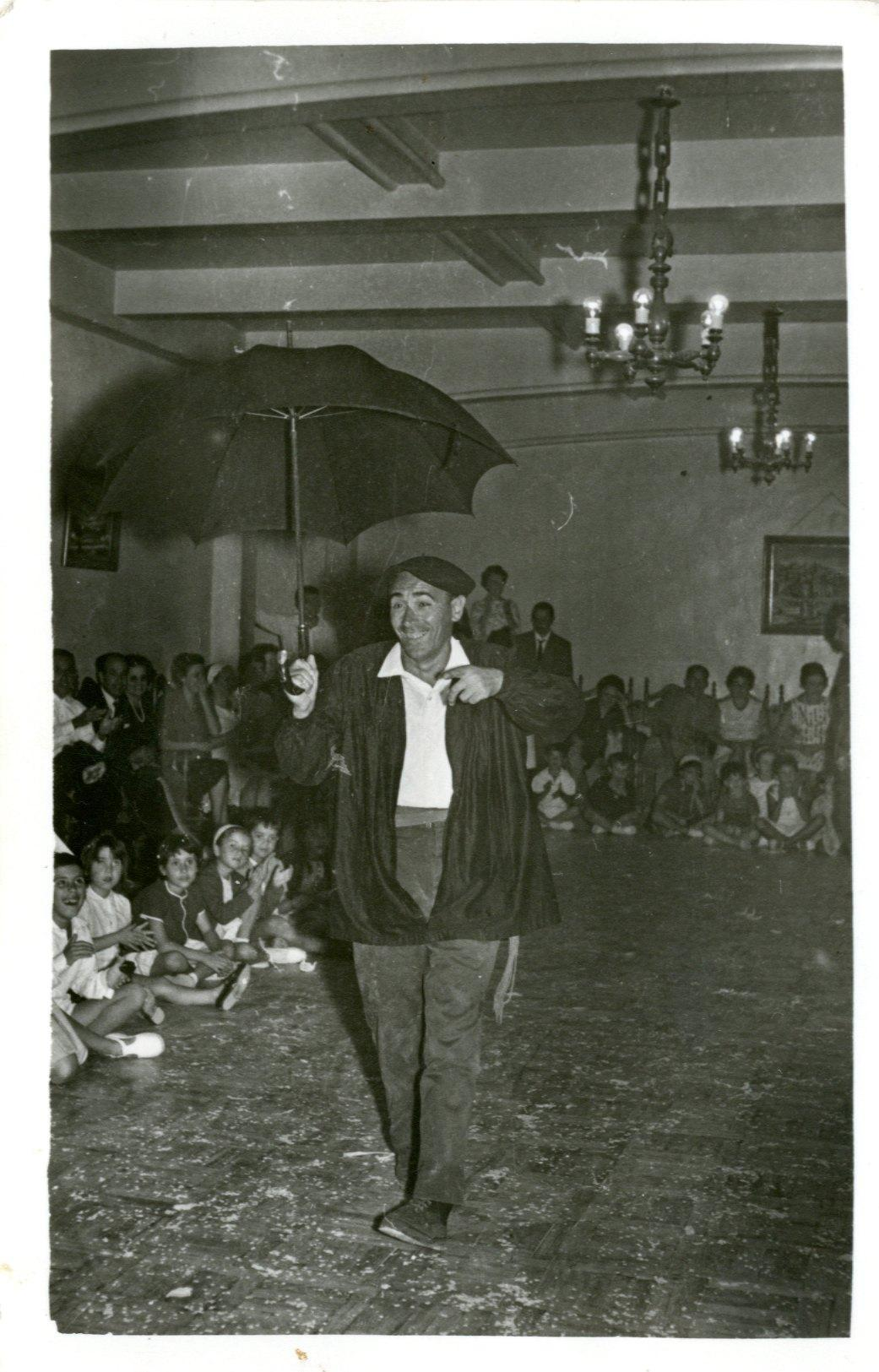
Ramón Jiménez Martínez interpretando a “Ramontxu”

En octubre de 1965 recibió el Celedón de Oro, galardón que reconoce la trayectoria de personas que contribuyen a mejorar la imagen de Vitoria y de la provincia de Álava. A la entrega del premio asistió como conferenciante Luis del Olmo, padre del personaje “Don Celes”.